# Телу-Бала
Телу-Бала (перс. تلو بالا‎) — село на севере Ирана, в остане Тегеран. Входит в состав шахрестана Тегеран. Является частью дехестана (сельского округа) Сиахруд бахша Меркези.

## География
Село находится в северо-западной части остана, на расстоянии приблизительно 4 километров (по прямой) к северо-востоку от Тегерана. Абсолютная высота — 1748 метров над уровнем моря.

## Население
По данным переписи 2006 года население села составляло 23 человека (17 мужчин и 6 женщин). В Телу-Бале насчитывалось 14 домохозяйств. Уровень грамотности населения составлял 73,9 %. Уровень грамотности среди мужчин составлял 76,5 %, среди женщин — 66,7 %.
В 2016 году в селе имелось 68 домохозяйств и проживало 209 человек (106 мужчин и 103 женщины).